# ليتيسيا دي جونغ
ليتيسيا دي جونغ (بالهولندية: Letitia de Jong)‏ هي متزلجة هولندية، ولدت في 5 مارس 1993 في فينفالدن في هولندا.

## وصلات خارجية
- ليتيسيا دي جونغ على موقع SpeedSkatingBase.eu (الإنجليزية)
- ليتيسيا دي جونغ على موقع SpeedSkatingNews.info (الإنجليزية)
- ليتيسيا دي جونغ على موقع SpeedSkatingStats.com (الإنجليزية)
- ليتيسيا دي جونغ على موقع تيم أن.أل (الهولندية)